# Ommatoptera pictifolia
Ommatoptera pictifolia is een rechtvleugelig insect uit de familie sabelsprinkhanen (Tettigoniidae). De wetenschappelijke naam van deze soort is voor het eerst geldig gepubliceerd in 1870 door Walker.

## Kenmerken
Deze bruine soort heeft een geschulpte vleugelrand en zeer lange antennen, die langer zijn als zijn lichaam. Hij kan roerloos blijven zitten, zodat hij door zijn bruine kleur op een dood blad lijkt.

## Verspreiding en leefgebied
Deze soort komt voor in Brazilië en leeft in bomen en struiken.